# Juan Carlos Báguena
Juan Carlos Báguena, né le 7 janvier 1967 à Barcelone, est un joueur de tennis professionnel espagnol.
En 1990, il remporte le tournoi de Madrid en double et atteint les quarts de finale en simple. Sur le circuit Challenger, il a remporté trois tournois en double à Strasbourg, Casablanca et Liège.

## Palmarès

### Titre en double messieurs
| No | Date       | Nom et lieu du tournoi        | Catégorie    | Dotation  | Surface      | Partenaire     | Finalistes                  | Score         |  |
| -- | ---------- | ----------------------------- | ------------ | --------- | ------------ | -------------- | --------------------------- | ------------- |  |
| 1  | 30-04-1990 | Torneo Villa de Madrid Madrid | World Series | 279 000 $ | Terre (ext.) | Omar Camporese | Andrés Gómez Javier Sánchez | 6-4, 3-6, 6-3 |  |

### Finale en double messieurs
| No | Date       | Nom et lieu du tournoi                          | Catégorie    | Dotation  | Surface      | Vainqueurs                 | Partenaire   | Score         |  |
| -- | ---------- | ----------------------------------------------- | ------------ | --------- | ------------ | -------------------------- | ------------ | ------------- |  |
| 1  | 10-06-1991 | Torneo Internazionale Citta di Firenze Florence | World Series | 225 000 $ | Terre (ext.) | Ola Jonsson Magnus Larsson | Carlos Costa | 3-6, 6-1, 6-1 |  |

## Parcours dans les tournois duGrand Chelem

### En simple
| Année | Open d'Australie | Open d'Australie | Internationaux de France | Internationaux de France | Wimbledon | Wimbledon | US Open | US Open |
| ----- | ---------------- | ---------------- | ------------------------ | ------------------------ | --------- | --------- | ------- | ------- |
| 1991  | —                | —                | 1er tour (1/64)          | Christian Miniussi       | —         | —         | —       | —       |

N.B. : à droite du résultat se trouve le nom de l'ultime adversaire.

### En double
| Année | Open d'Australie | Open d'Australie | Internationaux de France   | Internationaux de France | Wimbledon | Wimbledon | US Open | US Open |
| ----- | ---------------- | ---------------- | -------------------------- | ------------------------ | --------- | --------- | ------- | ------- |
| 1989  | —                | —                | 2e tour (1/16) B. Uribe    | C. Motta B. Willenborg   | —         | —         | —       | —       |
| 1990  | —                | —                | 1er tour (1/32) F. Roig    | J. Lozano T. Witsken     | —         | —         | —       | —       |
| 1991  | —                | —                | 1er tour (1/32) Svantesson | J. Frana L. Lavalle      | —         | —         | —       | —       |

N.B. : le nom du ou de la partenaire se trouve sous le résultat ; le nom des ultimes adversaires se trouve à droite.